# Colydium
Colydium is een geslacht van kevers uit de familie somberkevers (Zopheridae).

## Soorten
Deze lijst is mogelijk niet compleet.
- C. bicoloratum
- C. burakowskii
- C. carinatum
- C. chiricahuae
- C. elongatus
- C. filiforme
- C. glabriculum
- C. holynskiorum
- C. lineola
- C. manfredi
- C. marleyi
- C. nigripenne
- C. plaumanni
- C. robustum
- C. slipinskii
- C. sosyloides
- C. thomasi